# 宁光
宁光（1963年6月22日—），山东滨州人，中国内分泌代谢病学专家，2001年6月加入中国共产党。Journal of Diabetes杂志创办者。

## 生平
1994年毕业于上海第二医科大学（现上海交通大学医学院），获博士学位。2015年当选为中国工程院院士。
2019年任山东第一医科大学（山东省医学科学院）首任校长（院长）。2020年任上海交通大学医学院附属瑞金医院院长、上海市内分泌研究所所长。